# Liste der Naturdenkmale in Reichenbach an der Fils
| Naturdenkmale | Anzahl |
| ------------- | ------ |
| FND           | 5      |
| END           | 2      |
| Gesamt        | 7      |

Die Liste der Naturdenkmale in Reichenbach an der Fils nennt die verordneten Naturdenkmale (ND) der im baden-württembergischen Landkreis Esslingen liegenden Gemeinde Reichenbach an der Fils. In Reichenbach an der Fils gibt es insgesamt sieben als Naturdenkmal geschützte Objekte, davon fünf flächenhafte Naturdenkmale (FND) und zwei Einzelgebilde-Naturdenkmal (END).
Stand: 30. Oktober 2016.

## Flächenhafte Naturdenkmale (FND)
| Name                                            | Bild | Kennung     | Einzelheiten            | Position | Fläche Hektar | Datum         |
| ----------------------------------------------- | ---- | ----------- | ----------------------- | -------- | ------------- | ------------- |
| Feldgehölz und Schlehenhecke im Gewann Bergteil | BW   | 81160583805 | Reichenbach an der Fils | ⊙        | 0,2           | 30. Juni 1994 |
| Feldhecken im Gewann Bergteile                  | BW   | 81160583807 | Reichenbach an der Fils | ⊙        | 0,2           | 30. Juni 1994 |
| Felspartie im Gewann Dachshöhler                | BW   | 81160583802 | Reichenbach an der Fils | ⊙        | 0,5           | 30. Juni 1994 |
| Gehölzstreifen im Gewann Hellerreute            | BW   | 81160583804 | Reichenbach an der Fils | ⊙        | 0,9           | 30. Juni 1994 |
| Lettengruben im Gewann Hafnergrubenschlag       | BW   | 81160583803 | Reichenbach an der Fils | ⊙        | 3,0           | 30. Juni 1994 |
| Legende für Naturdenkmal                        |      |             |                         |          |               |               |

## Einzelgebilde (END)
| Name                             | Bild | Kennung     | Einzelheiten                                                        | Position | Fläche Hektar | Datum         |
| -------------------------------- | ---- | ----------- | ------------------------------------------------------------------- | -------- | ------------- | ------------- |
| Birnbaum im Gewann Bordhagenberg | BW   | 81160583806 | Reichenbach an der Fils                                             | ⊙        | 0,0           | 30. Juni 1994 |
| Trauerweide im Gewann Krähenrain | BW   | 81160583801 | Reichenbach an der Fils Nicht mehr in der LUBW-Datenbank vorhanden. | ⊙        | 0,0           | 30. Juni 1994 |
| Legende für Naturdenkmal         |      |             |                                                                     |          |               |               |